# Sutura (articulação)
Em anatomia, uma sutura é um tipo de articulação fibrosa, em que os ossos são mantidos juntos por várias camadas de tecido conjuntivo denso não modelado (fibroso); as suturas ocorrem entre os ossos do crânio.
As suturas são articulações que se formam conforme os ossos do crânio entram em contato um com o outro durante o desenvolvimento. Ao nascimento, as suturas são ligeiramente móveis (anfiartroses), devido às áreas de tecido conectivo entre os ossos do crânio, denominadas fontanelas. Ao longo do desenvolvimento, os ossos do crânio aumentam e as fontanelas são reduzidas a uma camada estreita de tecido conjuntivo fibroso, chamadas fibras de Sharpey, que suturam os ossos craniais. Em adultos, o tecido fibroso dessas articulações é contínuo com o periósteo e as articulações são sinartroses (imóveis).
Algumas suturas, embora existentes durante o crescimento do crânio, são substituídas por osso no adulto. Essas suturas são chamadas de sinostoses, ou articulações ósseas – porque dois ossos separados se fundem completamente. 

## Tipos de suturas
As suturas podem ser classificadas em:
- Suturas planas: a borda dos ossos que se articulam dispõem-se de forma retilínea. Por exemplo, a sutura entre os ossos nasais (sutura internasal) é uma sutura plana;[3]
- Suturas escamosas: articulações que se encontram entre ossos que juntos estabelecem um encurvamento relativamente grande. Por exemplo, a sutura entre os ossos parietal e temporal (sutura parietotemporal ou escamosa);
- Suturas serráteis ou serreadas: articulações que se encontram sob a forma de linhas "denteadas". Um exemplo desse tipo de sutura é a sutura entre ossos parietais (sutura interparietal ou sagital);[4]
- Sinostoses: suturas que, embora existentes durante o crescimento do crânio, são substituídas por tecido ósseo no adulto. São chamadas de sinostoses (ou articulações ósseas), pois ocorre a fusão de dois ossos separados. Por exemplo, o osso frontal cresce em metades unidas por uma linha de sutura, mas até os 6 anos de idade as duas metades estão fundidas por completo e a sutura tende a desaparecer. Se a sutura persiste, passa a ser chamada de sutura frontal ou metópica.

## Lista de suturas
A maioria das suturas tem o nome dos ossos que articulam, mas algumas têm nomes especiais próprios.

### Face lateral do crânio (norma lateralis)
- Sutura coronal: une os ossos frontal e parietal
- Sutura lambdoide: entre o osso parietal e o osso occipital e continua com a sutura occipitomastóide
- Sutura occipitomastoide: entre o osso occipital e a apófise mastoide do osso temporal
- Sutura parietomastoide: entre o osso parietal e o processo mastoide do osso
- Sutura esfeno-frontal
- Sutura esfeno-parietal
- Sutura esfeno-escamosa
- Sutura esfenozigomática
- Sutura escamosa: une os ossos parietal e temporal
- Sutura temporozigomática: entre o osso temporal e o osso zigomático
- Sutura frontozigomática

### Face frontal (norma frontalis) ou por cima (norma verticalis)
- Sutura frontal/Sutura metópica: entre os dois ossos frontais, antes de formar um único osso.
- Sutura sagital: na linha central que divide os dois ossos parietais

### Vista inferior (norma basal) ou interna
- Sutura fronto-etmoidal
- Sutura petro-escamosa
- Sutura esfeno-etmoidal
- Sutura esfeno-petrosa